# Chi2 Hydrae
Título a ser usado para criar uma ligação interna é Chi2 Hydrae.
Chi2 Hydrae (Hydrae) é uma estrela na direção da constelação de Hydra. Possui uma ascensão reta de 11h 05m 57.55s e uma declinação de −27° 17′ 16.1″. Sua magnitude aparente é igual a 5.69. Considerando sua distância de 799 anos-luz em relação à Terra, sua magnitude absoluta é igual a −1.26. Pertence à classe espectral B8V. É uma estrela variável beta Lyrae.